# Rancho Nuevo de Morelos
Rancho Nuevo de Morelos är en ort i Mexiko.   Den ligger i kommunen Noria de Ángeles och delstaten Zacatecas, i den centrala delen av landet, 400 km nordväst om huvudstaden Mexico City. Rancho Nuevo de Morelos ligger 2 124 meter över havet och antalet invånare är 1 406.
Terrängen runt Rancho Nuevo de Morelos är huvudsakligen en högslätt. Rancho Nuevo de Morelos ligger nere i en dal. Runt Rancho Nuevo de Morelos är det ganska glesbefolkat, med 21 invånare per kvadratkilometer. Närmaste större samhälle är Villa Hidalgo, 7,7 km öster om Rancho Nuevo de Morelos. Trakten runt Rancho Nuevo de Morelos består till största delen av jordbruksmark.